# Muhamed Lamine Jabula Sanó
Muhamed Lamine Jabula Sanó (n 6 decembrie 1979, Bissau) mai bine cunoscut cu numele Mala este un fotbalist internațional din Guineea-Bissau, care în prezent joacă pentru echipa Doxa Katokopia.